# Monika Thiele
Monika Thiele (* 1966 in Erfurt) ist eine deutsche Künstlerin. Sie entwickelt Fadenzeichnungen.

## Biografie
Monika Thiele war von 1987 bis 1991 Schülerin bei Eberhard von der Erde an der Akademie für Bildende Künste Dresden. Von 1992 bis 1994 studierte sie Malerei und Bildhauerei an der freien Kunstschule Stuttgart bei Roland Schauls und Siegfried Müller de Freitas. 1994 beendete sie ihre Ausbildung bei Max Kaminski an der Staatlichen Akademie der Bildenden Künste in Karlsruhe.
Im Jahr 2003 erhielt sie den Preis des Textilmuseums Die Scheune in Nettetal sowie den Preis des Kunst & Museum, Hollfeld. 2006 erhielt sie den Publikumspreis des Pamina-Preises der Museumsgesellschaft Ettlingen e.V. 2014 erhielt sie den Kunstpreis der Stadt Baden-Baden.
Thiele lebt und arbeitet in Baden-Baden. Sie schafft mit ihrer Technik der Fadenmalerei, bei welcher sie figurative Bilder förmlich in ein stoffliches Netz webt, vor allem Menschenbilder.

## Ausstellungen (Auswahl)
- Marburger Kunstverein (2008)
- Kunstverein Pforzheim (2009)
- Contextile, Triennale, Guimarães, Portugal (2012)
- 55. Biennale di Venezia, Palazzo Bembo, Italien (2013)
- Museum Kunstwerk, Sammlung Alison & Peter W. Klein, Eberdingen (2008, 2012, 2014)
- 5th Riga International Triennial „Tradition and Innovation“ – DIVERSITY&UNITY., Lettisches Nationales Kunstmuseum, Lettland (2015)
- 9th International Biennale „From Lausanne to Beijing“, Guan Shan Yue Art Museum, Shenzhen, Guangdong Province, China (2016)
- Deutsches Textilmuseum Krefeld (2017)
- 6th Riga International Triennial „Identity“ – Tradition and Innovation, Lettisches Nationales Kunstmuseum, Lettland (2018)

## Publikationen
- Galerie Supper (Hrsg.): Weltentanz. Baden-Baden 2022, ISBN 978-3-00-073272-0.
- The Latvian National Museum of Art (Hrsg.): Identity, 6th Riga International Triennial „Tradition and Innovation“. Riga 2018, ISBN 978-9934-538-19-3.
- Landratsamt Enzkreis (Hrsg.): Zeitgenössische Kunst im Enzkreis, Profil einer Sammlung 2. Landratsamt Enzkreis 2017, ISBN 978-3-941475-03-8.
- Deutsches Textilmuseum Krefeld & Stadt Krefeld (Hrsg.): Stick*BILDER. Deutsches Textilmuseum Krefeld 2017, ISBN 978-3-00-057008-7.
- Lin Lecheng, Ni Yuehong (Hrsg.): From Lausanne to Beijing. International Fiber Art Biennale & Symposium. Shenzhen, China, 2016, ISBN 978-7-5153-4459-1.
- Galerie Supper (Hrsg.): Gestalt – Engel – Klee. Baden-Baden 2015, ISBN 978-3-00-051830-0.
- The Latvian National Museum of Art (Hrsg.): Diversity & Unity, 5th Riga International Triennial „Tradition and Innovation“. Riga 2015, ISBN 978-9934-8474-8-6.
- Galerie Supper (Hrsg.): Monika Thiele. Baden-Baden 2014, ISBN 978-3-00-043778-6.
- La Biennale Di Venezia Global Art Foundation (Hg.): Personale Structures. Venedig 2013, ISBN 978-94-90784-12-6.
- Christian Holle (Hrsg.): salondergegenwart. Kerber Verlag, Bielefeld, 2011, ISBN 978-3-86678-637-0.
- Marburger Kunstverein, Harald Kimpel (Hrsg.): Scinscapes: Die Kunst der Körperoberfläche. Jonas Verlag, Marburg 2008, ISBN 978-3-89445-405-0.
- Kunstverein Bad Salzdetfurth e.V.(Hrsg.): … Einen Augen-Blick, Bitte!, eine Ausstellung des Kunstvereins Bad Salzdetfurth e.V. im Kunstgebäude Schlosshof Bodenburg, Bad Salzdetfurth 2008, ISBN 3-922805-96-5.